# Édouard de Castelnau
Noël Marie Joseph Édouard, visconte di Curières de Castelnau (Saint-Affrique, 24 dicembre 1851 – Montastruc-la-Conseillère, 19 marzo 1944) è stato un generale francese, e capo di stato maggiore del generalissimo Joseph Joffre durante la prima guerra mondiale. Dal 1919 al 1924 fu deputato del dipartimento francese dell'Aveyron.

## Biografia
Nativo dei Pirenei, Édouard de Castelnau proveniva da una famiglia aristocratica dei visconti de Curières de Castelnau, di consolidate tradizioni militari, e quindi, dopo aver fatto i primi studi nel collegio dei gesuiti a St Gabriel nel dipartimento dell'Aveyron, entra all'École spéciale militaire de Saint-Cyr nell'ottobre 1869. Entrò nell'esercito francese l'anno seguente con lo scoppio della guerra franco-prussiana divenne sottotenente di fanteria il 14 agosto 1870 e tenente il 2 ottobre seguente. In quell'occasione fu assegnato al 31º reggimento di Bordeaux, ma non potendo raggiungere la formazione a causa della sconfitta francese a Sedan, venne quindi assegnato al 36º reggimento di marcia tre giorni dopo venne promosso capitano. 
Nel 1871 la "Commissione per la revisione dei gradi" lo riporta al grado di sottotenente assegnandolo al 45º reggimento; divenne definitivamente capitano il 21 febbraio 1876.
Dal 1879 al 1880 de Castelnau frequentò la scuola di guerra; nel 1889 fu promosso tenente colonnello e il 25 aprile 1900 divenne colonnello, dove fu messo al comando del 37º reggimento di Nancy dove rimase per i cinque anni successivi. Fu infine promosso generale di brigata nel marzo 1906 al comando prima della 34ª e poi della 7ª brigata divenne generale di divisione il 21 dicembre del 1909 mentre il 1º agosto del 1911 divenne primo sottocapo di stato maggiore dell'esercito francese.
Dal 1912 all'inizio della prima guerra mondiale fu a capo dello staff di Joseph Joffre che aiutò nello sviluppo del piano XVII per la presa della regione dell'Alsazia-Lorena come parte dell'invasione della Germania.

### La prima guerra mondiale
Al momento della mobilitazione del 1914, come previsto dal piano XVII, de Castelnau assunse il comando della 2ª armata a Nancy avviando le operazioni offensive in direzione della Saar; sei giorni dopo due dei suoi cinque corpi d'armata furono trasferiti con urgenza a sostenere l'ala sinistra dello schieramento francese che in quel momento si trovava in serie difficoltà contro la veloce avanzata dell'ala destra tedesca. 
Per questo motivo de Castelnau fu costretto ad arrestare la sua azione e subire un contrattacco tedesco a Morhange. Il 28 agosto i tedeschi sferrarono un nuovo attacco contro l'armata del generale francese con l'intento di entrare proprio a Nancy, la capitale della Lorena. L'offensiva fu però bloccata sulla linea difensiva formata dalle opere fortificate che dominavano la città, nella battaglia del Gran Couronné, prima perdute e poi definitivamente riconquistate il 12 settembre. Nancy fu quindi messa al sicuro e i tedeschi furono costretti ad ripiegare su Metz.

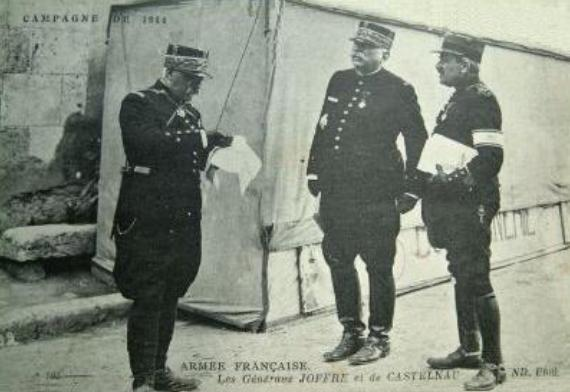
Il generalissimo Joseph Joffre (al centro) a colloquio con il generale de Castelnau (a sinistra) nel 1914.

Terminata questa fase, de Castelnau e la sua 2ª armata, furono richiamati in Piccardia per partecipare a quella serie di operazioni che passeranno alla storia come la "corsa al mare". Durante queste operazioni de Castelnau fu impegnato nella battaglia di Roye dove la sua armata riuscì a non cedere al tentativo di sfondamento tedesco di aggirare le forze francesi a nord. Conclusasi questa serie di tentativi da parte dei due schieramenti di aggirarsi e chiudere in una sacca l'avversario, il fronte si trovò ai limiti della Manica e le operazioni vennero temporaneamente sospese.
Il 28 giugno 1915 de Castelnau lasciò il comando della 2ª armata a Philippe Pétain e assunse il comando del Gruppo d'armate centro con il quale a settembre, diresse l'offensiva nella Champagne. Nominato aggiunto del comandante in capo Joffre, venne inviato in ispezione a Salonicco dove incontrò il generale Maurice Paul Emmanuel Sarrail; tornato in patria ottenne l'invio di rinforzi in quel settore.

### Verdun
Il 21 febbraio 1916 nei pressi della città di Verdun scattò un'imponente offensiva tedesca, che in pochi giorni travolse le difese francesi sulla riva destra della Mosa e fece precipitare la situazione a fronte, tanto che il Gran Quartier General temette più di una volta il collasso del settore e il conseguente sfondamento tedesco a Verdun. De Castelnau decise di andare di persona e verificare la situazione del fronte, e su permesso dello stesso Joffre che gli affida i pieni poteri per la difesa di Verdun, il 25 febbraio de Castelnau era già ad Avize., al posto di comando del generale Langle de Cary che gli espose la situazione quattro giorni dopo l'inizio dell'offensiva. Édouard de Castelnau prima di tutto telefonò al generale Frédéric Georges Herr ordinandogli di non cedere altro terreno; quindi come di sua consuetudine, ispeziona di prima persona le prime linee, parla con gli ufficiali, sente l'umore dei poilus, decide e ordina che Verdun venga difesa sulle alture della Mosa e sulla sua riva destra.
Alle 15:30 del 25 febbraio de Castelnau telefonò direttamente al GQG per esporre le sue conclusioni; "Verdun poteva essere salvata", una efficace difesa doveva essere attuata sul restante crinale trasversale della riva destra e non bisognava ritirarsi dalla riva sinistra.
Successivamente affidò il comando delle operazioni di difesa a Pétaine, e dopo altri due giorni passati al fronte, dove si impegnò nel diramare gli ultimi ordini, il 29 febbraio ritornò al Gran Quartier General di Chantilly.

### Le fasi finali della guerra

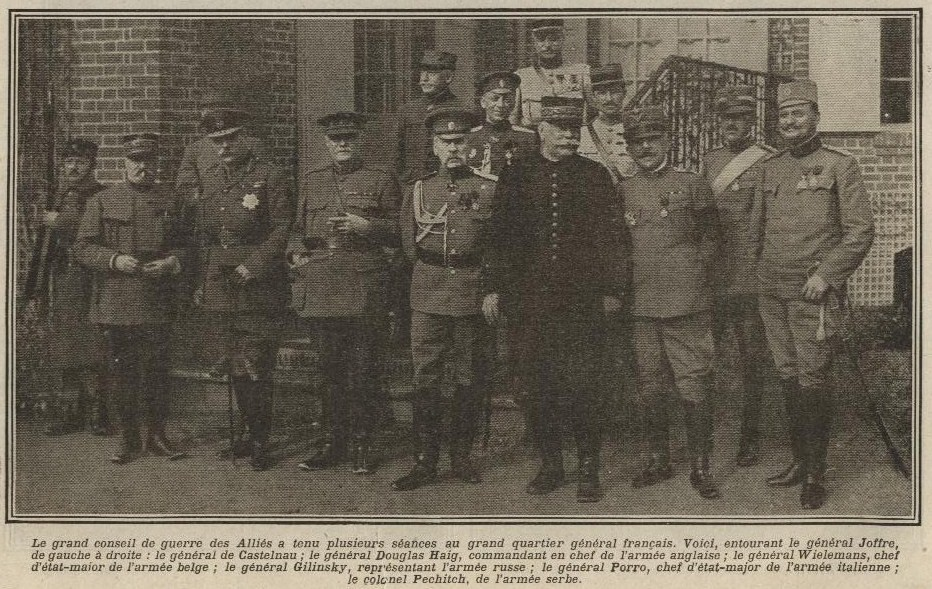
Gran Consiglio di guerra Alleato a Chantilly, da sinistra de Castelnau, Haig (G.B.), Wielemans (Bel), Gilinski (Rus), Joffre, Porro (Ita), Pechitch (Ser).

Nel corso del 1916 de Castelnau entrò in conflitto di idee con coloro che sostenevano la teoria della ricerca della "percée", ovvero dello sfondamento del fronte tedesco; un'idea che portò ad enormi carneficine durante le offensive nell'Artois e nella Champagne. Secondo i suoi concetti, peraltro condivisi dai generali Joseph Simon Gallieni e Franchet d'Esperey, nonché dal ministro della guerra Hubert Lyautey, gli Alleati avrebbero dovuto puntare ad una strategia d'approccio indiretto, avere come obiettivi principali Vienna e Costantinopoli, sconfiggere prima Austria e Turchia per avere più facilmente ragione della Germania. 
Riconoscendo l'insulsa idea di una guerra di trincea come quella che si stava sviluppando nel primo conflitto mondiale, Castelnau scriveva: «ah, Napoleone, Napoleone. Se tu fossi qui ora penseremmo a qualcosa di diverso».
Queste idee però non trovarono appoggio dagli ambienti militari e politici. Lyautey, che le sostenne con forza, fu costretto alle dimissioni, mentre de Castelnau fu allontanato a sua volta dallo stato maggiore per ricevere il comando del gruppo d'armate dell'est che mantenne fino al 1917.
Caduto definitivamente in disgrazia dopo l'allontanamento di Joffre al quale succedette Robert Georges Nivelle quale comandante supremo, de Castelnau fu inviato in una missione straordinaria in Russia; dopo essere ritornato in Francia, dove Pétain sostituì Nivelle, de Castelnau fu posto al comando del fronte alsaziano-lorenese venendo tuttavia mantenuto ai margini delle vicende militari durante gli ultimi anni di guerra. Gli venne poi affidata l'esecuzione di un ultimo attacco con lo scopo di dare in Lorena il colpo di grazia alle forze tedesche; l'offensiva prevista per il 14 novembre 1918 non ebbe però luogo a causa della firma dell'armistizio con la Germania che segnò la fine del conflitto.
Il giorno della vittoria de Castelnau è il solo, fra i comandanti d'armata che avevano iniziato la guerra, a comandare ancora un gruppo di armate, come è il solo fra i comandanti del fronte ad aver combattuto nel 1870. Come padre, il generale pagò un grave e doloroso contributo alla guerra: tre dei suoi undici figli caddero in combattimento: Xavier a Morhange il 20 agosto 1914, Gérald sulla Marna il 7 settembre dello stesso anno e Hugues nell'Artois il 1º ottobre 1915.

### Il dopoguerra
Nel dopoguerra de Castelnau si gettò nella lotta politica mettendosi a capo di organizzazioni cattoliche. Nel 1940, dopo la sconfitta della Francia, si ritirò definitivamente a vita privata non prima di aver denunciato come ignominioso l'armistizio con la Germania di Adolf Hitler e preso le distanze dalla politica collaborazionista di Pétain. Sotto l'aspetto della vita sociale, divenne presidente della commissione nazionale per la sepoltura dei caduti della prima guerra mondiale. Morì solo pochi mesi prima dell'avverarsi del suo sogno; lo sbarco degli Alleati sulle spiagge della Normandia.

## La personalità di de Castelnau
Oltre che nobile, de Castelnau era anche il discendente di un'antica stirpe di generali combattenti; vi furono poche guerre a cui i de Castelnau non vi fossero distinti; vi era stato un generale de Castelnau sotto il grande Napoleone Bonaparte, e un altro era stato scelto da Luigi Napoleone perché lo accompagnasse in esilio dopo la triste capitolazione di Sedan. L'attuale capo della casata, ormai sessantacinquenne aveva combattuto nella guerra franco-prussiana. In parte, forse per reazione di questa degradante sconfitta, divenne una sorta di "gran sacerdote" della "setta" di Louis de Grandmaison, ma a differenza della maggioranza degli altri "seguaci" esistenti nello stato maggiore francese, de Castelnau era un uomo di grande ingegno, di intelligenza viva e versatile. Nessun reparto aveva subito una disfatta più clamorosa della sua 2ª armata durante il primo folle attacco in seno al Piano XVII; eppure subito dopo, egli aveva saputo operare un sorprendente capovolgimento di fronte. Con una scelta di terreno fatta con un'abilità che non si sarebbe riscontrata nella maggioranza degli altri generali francesi, de Castelnau effettuò una difesa ad oltranza e salvò l'importante città di Nancy.
Nella difesa di Verdun, de Castelnau viene ricordato per il suo prezioso contributo nella creazione di una "linea di difesa intermedia", frettolosamente costruita dopo una sua prima fulminea ispezione al fronte nel gennaio 1916; e se ci fosse stato il tempo necessario, probabilmente la penetrazione tedesca del giorno 24 sarebbe potuta essere contenuta se non annullata, se i lavori di costruzione di una terza linea difensiva ordinata dal generale, si fossero conclusi in tempo.
A riprova delle capacità di de Castelnau, c'è da considerare che egli era riuscito a raggiungere un così alto grado nell'esercito francese, nonostante il fatto che nella Francia repubblicana, ancora sconvolta dall'Affare Dreyfus, le sue origini e la sua osservanza religiosa gli fossero state di forte intralcio. Noto in tutto l'esercito come le Capucin Botté, nonostante sia vissuto quasi fino alla fine della seconda guerra mondiale, soltanto il suo clericalismo e il suo conservatorismo lo privarono del bastone di maresciallo.
(Jean de Pierrefen)
Non erano solamente gli ufficiali di Chantilly a subire il fascino di de Castelnau; ne erano presi anche i soldati al fronte. Con tutte le esperienze fatte dal 1914, il generale continuava a rappresentare il vero "ufficiale combattente"; durante le prime settimane di Verdun, de Castelnau fece colpo sul colonnello Repignon dicendogli mentre erano a pranzo all'Hotel Ritz: «piuttosto che accettare di essere schiavi dei tedeschi, la razza francese preferirebbe morire sul campo di battaglia».
Questo era l'uomo che partì di tutta fretta nella notte tra il 24 e 25 febbraio 1916 verso Verdun, e questo era l'uomo che ebbe un ruolo decisivo nel proseguimento della battaglia. La decisione di de Castelnau di difendere le rive e non cedere terreno non influì solo sulla battaglia, ma altresì sulla storia della Francia. Il tarchiato ufficiale di cavalleria, personificazione dell'antico istinto marziale e dell'orgoglio della casta, aveva accettato la sfida tedesca, la Francia aveva fatto proprio quello che Falkenhayn si aspettava e sperava che facesse; ora poteva iniziare il "graduale dissanguamento" della Francia che l'offensiva di Verdun si poneva come obiettivo.